# Murder, Inc.
Murder Inc. var en amerikansk gangsterorganisation som existerade mellan åren 1931 till 1940. Ligan hade sin bas i New York men opererade över hela USA och dödade omkring 700 - 800 personer under sin existens. Termen myntades av pressen och användes aldrig av medlemmarna själva. Majoriteten av medlemmarna, se nedan, var av judisk eller italiensk-amerikansk härkomst.

## Historia
Rötterna till det som kom att bli Murder Inc. fanns i området Brownswille i östra Brooklyn, New York. Två gangstrar, Abraham "Kid Twist" Reles och Harry "Pittsburgh Phil" Strauss bedrev olaglig spelverksamhet i området, men kom därmed på kant med de tre bröderna Shapiro, vilka regerade i området. Sedan bröderna Shapiro försökt skrämma de båda svarade de med att mörda två av bröderna hösten 1931 varvid man tog över området. Parallellt med detta händelseförlopp hade Charles "Lucky" Luciano kommit att bli New Yorks ledande gangsterkung. Luciano skapade ett nätverk av samarbetande gangstrar från 24 stora städer över hela USA, en sammanslutning som kom att kallas Kommissionen. 
Jämte Luciano var även Meyer Lansky, Benjamin "Bugsy" Siegel och Albert Anastasia ledande i New Yorks övre gangsterskikt. Siegel och Anastasia fick i uppdrag av Luciano att rekrytera ett gäng yrkesmördare som skulle kunna operera över hela USA för Kommissionens räkning. Reles och hans vänner hade väckt uppmärksamhet med sina iskalla avrättningar av bröderna Shapiro och accepterade att utföra än fler mord. Bland offren återfanns konkurrerande gangstrar, fackföreningsarbetare, vittnen och många andra. Varje mord gav ungefär 5 000 dollar i utdelning till de som utförde det. Snabbt skapade Murder Inc. en professionell organisation där man ofta noggrant planlade sina mord, täckte flyktväg, kartlade omgivningen o.s.v. Bland de mer kända offren förekom även gangstrar i de egna leden vid de fall då dessa vägra följa Kommissionens regler. I oktober 1935 mördade man storgangstern "Dutch" Schultz, sedan denne i sin tur planerat mörda åklagaren Thomas E. Dewey, något som skulle ha lett till att den amerikanska regeringen förklarat krig mot den organiserade brottsligheten. 
Murder Inc. utförde ofta spektakulära mord och med brutala medel (till exempel yxor), men mördaren kom ofta undan i den villervalla som uppstod när eventuella vittnen i panik flydde en mordplats. Organisationen föll samman då Reles 22 mars 1940 erbjöd sig att berätta om verksamheten i utbyte mot att bli helt frikänd från alla efterräkningar. Reles hade vid den tidpunkten arresterats för mord och riskerade dödsstraff. 1940 - 41 avslöjade Reles så mycket han kunde om organisationens verksamhet innan han under mystiska omständigheter dog efter fall från ett fönster den 12 november 1941. Resultatet av Reles vittnesmål blev att en rad av organisationens medlemmar arresterades och ett flertal av dem, bl.a. Mendy Weiss, Louis Lepke och Louis Capone, dömdes till döden och avrättades. Vid den tidpunkten satt Luciano sedan några år i fängelse (han utvisades till Italien 1946). Efter Reles död kunde Dewey inte få vare sig Siegel eller Anastasia fällda för sin inblandning i organisationen, men båda kom att dö våldsamt (Siegel 1947 och Anastasia 1957), mördade av sina egna.